# Liste der Monuments historiques in La Vèze
Die Liste der Monuments historiques in La Vèze führt die Monuments historiques in der französischen Gemeinde La Vèze auf.

## Liste der Objekte
| Bezeichnung             | Beschreibung                                                                                                | Standort                                          | Kennzeichnung | Schutzstatus | Datum | Bild |
| ----------------------- | --- | ------------------------------------------------- | ------------- | ------------ | ----- | ---- |
| Gemälde Triumph Mariens | Ölfarbe auf Leinwand, 1610, Pierre Triboulet zugeschrieben                                                  | in der Kirche Nativité-de-St-Jean-Baptiste (Lage) | PM25001417    | Classé       | 1908  |      |
| Hauptaltar              | Altartisch, Altaraufbau und Tabernakel; Marmor, Holz, farbig gefasst und vergoldet, 18. und 19. Jahrhundert | in der Kirche Nativité-de-St-Jean-Baptiste (Lage) | PM25001418    | Classé       | 1982  |      |
| Kanzel                  | Holz, 18. oder 19. Jahrhundert                                                                              | in der Kirche Nativité-de-St-Jean-Baptiste (Lage) | PM25002442    | Inscrit      | 1982  |      |